# Circuit de Chimay
Het Circuit de Chimay is een wegcircuit gelegen ten noorden van Chimay. Het circuit wordt al sinds 1926 gebruikt voor races met motoren en auto's, hoewel niet elk jaar met modern materiaal gereden kon worden.
Sinds de opening is het circuit vrij weinig veranderd. Toch is het circuit tegenwoordig flink anders dan het oorspronkelijke circuit. Het is veranderd van een lang en snel circuit naar een middellang circuit met redelijk veel chicanes. Ook is het circuit in de loop der tijd permanenter geworden en is tegenwoordig ongeveer de helft van het circuit, waaronder het paddock, gebouwd met motorsport in het achterhoofd. Ten slotte is er een aantal deels ongeasfalteerde lay-outs gecreëerd voor Supermotard- en Rallycrosswedstrijden.
Op het circuit werd de Grand Prix des Frontières gehouden en worden er nog steeds races voor het International Road Racing Championship,het Belgisch Kampioenschap en Benecup gehouden.